# 古納山
11°42′39″N 38°14′12″E / 11.71083°N 38.23667°E
古納山，是埃塞俄比亞的山峰，位於該國北部阿姆哈拉州，是青尼羅河和特克澤河的分水嶺，海拔高度4,120米，是南貢德爾地區的最高點。